# 林德伯勒 (新罕布什爾州)
林德伯勒（英語：Lyndeborough）是一個位於美國新罕布什爾州希爾斯波羅縣的鎮。

## 人口
根據2020年美國人口普查的數據，林德伯勒的面積為79.10平方千米，當中陸地面積為78.80平方千米，而水域面積為0.30平方千米。當地共有人口1702人，而人口密度為每平方千米22人。